# 大辩论

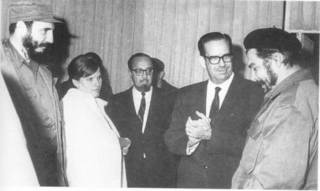
1965年，在哈瓦那机场，切·格瓦拉站在最右边，正在会见他的主要意识形态对手卡洛斯·拉斐尔·罗德里格斯（站在中间）。菲德尔·卡斯特罗和阿莱达·马奇站在左侧，奥斯瓦尔多·多尔蒂科斯·托拉多站在中间偏右位置。

大辩论（西班牙語：El Gran Debate）是古巴历史上一个的时期，由后世历史学家命名，是指1962年—1965年关于古巴未来经济政策的公开辩论。
这场辩论始于1962年，当时古巴因多年的内部经济问题、美国的制裁以及专业人才大量外逃而陷入经济危机。面对困境，菲德尔·卡斯特罗于1962年邀请世界各地的马克思主义经济学家参与辩论，围绕两个主要主题展开讨论。其中一个主题由切·格瓦拉提出，主张古巴可以跳过资本主义和社会主义之间的过渡阶段，直接建设工业化的共产主义社会，前提是完善主观条件，即公众意识的提升与先锋队的行动。另一个主题由人民社会党提出，认为古巴必须经历一个实行混合经济的过渡阶段，应先将以蔗糖为主的经济体制盈利化，待时机成熟后再建设共产主义社会。最终，菲德尔·卡斯特罗在实践中采纳两方的部分思想。他采用格瓦拉提出的道德激励机制来鼓舞工人，而在经济上则放弃工业化，转而更加专注于发展蔗糖经济。
这场大辩论最终形成一种折中政策：卡斯特罗用道德激励措施而非物质激励措施激发工人积极性，同时将国家经济重心放在蔗糖生产上。这些政策最终导致“革命攻势”，即旨在到1970年实现1000万吨糖产量的全国性经济动员。然而，这一目标最终失败，并引发古巴国内政治路线的重新调整。